# دهستان ارد
دهستان اَرَد یکی از دهستان‌های بخش ارد شهرستان گراش در استان فارس ایران است. بر اساس سرشماری مرکز آمار ایران در سال ۱۳۹۵، جمعیت آن ۵٬۴۴۳ نفر شامل ۱٬۶۱۰ خانوار بوده‌است.

## تقسیمات کشوری
این دهستان شامل ۱۰ روستا به شرح زیر است:
- میلویه
- کارگاه موزاییک بابایی
- کوشکویه
- چشمه بنو
- مهرآباد
- علی‌آباد
- تیش‌آباد
- تلمبه مختار اسفندی
- تلمبه حسن دلام
- تلمبه امان‌الله قاسمی